# Helicolenus percoides
Helicolenus percoides är en fiskart som först beskrevs av Richardson och Daniel Solander 1842.  Helicolenus percoides ingår i släktet Helicolenus och familjen kungsfiskar. Inga underarter finns listade i Catalogue of Life.